# 8-ма авіапольова дивізія (Третій Рейх)
8-ма авіапольова дивізія (Третій Рейх) (нім. 8. Luftwaffen-Feld-Division) — піхотна дивізія Вермахту зі складу Люфтваффе, що діяла як звичайна піхота за часів Другої світової війни.

## Історія
8-ма авіапольова дивізія була сформована 29 жовтня 1942 року на основі підрозділів 42-го авіаційного полку на навчальному центрі Милау (нім. Truppenübungsplatz Mielau) в I військовому окрузі. У грудні 1942 року дивізію перевели на південний фланг Східного фронту, де включили до складу армійської групи генерала від інфантерії К.-А. Голлідта групи армій «Дон». Вела бої, стримуючи наступ радянських військ, що оточили 6-ю армію під Сталінградом. В оборонних боях дивізія зазнала важких втрат при відході до річки Чир і при обороні Тацинської. В березні 1943 року залишки з'єднання були передані на посилення 15-ї авіапольової дивізії Люфтваффе. У травні 1943 року дивізію було офіційно розформовано.

## Райони бойових дій
- Німеччина (жовтень — грудень 1942);
- СРСР (південний напрямок) (Сталінград) (грудень 1942 — березень 1943).

## Командування

### Командири
- Генерал-майор Ганс Гайдемеєр (нім. Hans Heidemeyer) (29 жовтня 1942 — 1 лютого 1943);
- оберст Курт Гелінг (нім. Kurt Haehling) (1 — 15 лютого 1943);
- оберст Віллібальд Шпанг (нім. Willibald Spang) (15 лютого — березень 1943).

### Підпорядкованість
| Час      | Корпус  | Армія                     | Група армій (округ)   | Штаб        |
| -------- | ------- | ------------------------- | --------------------- | ----------- |
| 1942     |         |                           |                       |             |
| грудень  | XVII ак | Армійська група «Голлідт» | Група армій «Дон»     | Закрут Дона |
| 1943     |         |                           |                       |             |
| січень   | XVII ак | Армійська група «Голлідт» | Група армій «Дон»     | Закрут Дона |
| березень | III тк  | 1 ТА                      | Група армій «Південь» | Міус        |

### Склад
| Листопад 1942                       |
| ----------------------------------- |
| I.-IV. батальйони без штабів полків |
| велосипедна рота                    |
| артилерійський дивізіон             |
| протитанковий дивізіон              |
| інженерна рота                      |
| зенітний дивізіон                   |
| рота зв'язку Люфтваффе              |
| дивізійне управління постачання     |